# 沖縄懇話会
沖縄懇話会（おきなわこんわかい）は、沖縄県側と本土側の財界のメンバーらが沖縄の経済振興を議論する場として発足した財界人の集まりである。事務局を沖縄県の那覇市内に置く。

## 概要
1990年に設立。沖縄側と本土側の財界人らが集まって、沖縄の経済振興を議論するために活動する集いの場である。1991年の沖縄セルラー電話の起業や2000年に開催された九州・沖縄サミットの誘致、2004年完成の国立劇場おきなわや2011年設立の沖縄科学技術大学院大学の誘致には沖縄懇談会の提言活動によるものが大きいという。2014年からは沖縄県庁と共同で国際商談会「沖縄大交易会」を開催している。
2019年の首里城火災に関しては、復興費の2000万円を沖縄県庁側に寄付している。

## 主な役員
諮問委員
- 飯田亮（セコム株式会社 最高顧問）
- 稲盛和夫（京セラ株式会社 名誉会長）
- 今井敬（日本製鐵株式会社 名誉会長）
- 牛尾治朗（ウシオ電機株式会社 名誉相談役）

顧問
- 稲嶺惠一（元沖縄県知事）
- 仲井眞弘多（元沖縄県知事）

特別会員
- 高良倉吉（琉球大学名誉教授）

本土側代表幹事
- 宮内義彦（オリックス株式会社 シニア・チェアマン）
- 井上礼之（ダイキン工業株式会社 取締役会長兼グローバルグループ代表執行役員）

本土側幹事
- 伊東信一郎（ANAホールディングス株式会社 会長）
- 植木義晴（日本航空株式会社　会長）
- 大林剛郎（株式会社大林組　会長）
- 関正樹（株式会社みずほ銀行 副頭取）

沖縄側代表幹事
- 小禄邦男（沖縄側代表幹事	琉球放送株式会社 最高顧問）
- 安里昌利（沖縄側代表幹事	那覇空港ビルディング株式会社 社長）

沖縄側幹事
- 大嶺滿（沖縄電力株式会社 会長）
- 嘉手苅義男（オリオンビール株式会社 会長）
- 金城克也（株式会社りゅうせき 会長）
- 金城棟啓（株式会社琉球銀行 会長）
- 國場幸一（株式会社國場組 会長兼最高経営責任者）
- 呉屋守孝（金秀ホールディングス株式会社 取締役）
- 玉城義昭（株式会社沖縄銀行 会長）
- 湯淺英雄（兼事務局長。沖縄セルラー電話株式会社 特別顧問）

出典。